# Mark Hammergren
| 14466 Hodge   | 25 luglio 1993 |
| 43844 Rowling | 25 luglio 1993 |

Mark Hammergren (1964) è un astronomo statunitense.
Lavora al planetario Adler di Chicago. Il Minor Planet Center gli accredita la scoperta di due asteroidi, effettuate entrambe nel 1993.
Gli è stato dedicato l'asteroide 7917 Hammergren.